# Historia Wietnamu (1843–1940)
Historia Wietnamu w latach 1843–1940 to czas podboju Wietnamu i uczynienia zeń protektoratu, w rzeczywistości zaś kolonii francuskiej.

## Pierwsze starcia
W roku 1835 przybył do Wietnamu młody misjonarz nazwiskiem Dominic Lefebvre. Studiował język, nauczał ukrywając się by uniknąć aresztowania, a w 1844 roku wszedł w kontakt z grupą miejscowych księży zmierzających do obalenia Thiệu Trị i zastąpienia go innym, bardziej ugodowo nastawionym cesarzem. Spisek został wykryty, Lefebvre schwytany i skazany na śmierć, ale cesarz – pragnąc uniknąć kłopotów – złagodził wyrok uznając, że aresztowany misjonarz mógł nie wiedzieć o zakazie szerzenia chrystianizmu.
Uwięziony w Huế Lefebvre nie miał zamiaru umrzeć w więzieniu. W 1845 roku dowiedział się od przychylnego mu strażnika, że w pobliskim Tourane zatrzymał się jakiś okręt wojenny. Zaraz też przesłał nieznanemu dowódcy statku list wołający o spieszny ratunek. Traf chciał, że okrętem stacjonującym w Tourane był okręt liniowy Stanów Zjednoczonych USS Constitution. Kapitan John Percival podejmował właśnie na pokładzie trzech mandarynów, gdy nagle przybył posłaniec z rozpaczliwym wezwaniem. Amerykanin zrozumiawszy, że jakiś Europejczyk znalazł się w opałach, nie wahał się ni chwili. Goście zostali zakładnikami, a do stolicy przekazano wiadomość, że zostaną zwolnieni w chwili, gdy Lefebvre wyjdzie z więzienia. Thiệu Trị odmówił wszelkich negocjacji i Percivalowi, który w międzyczasie ochłonął, nie pozostało nic innego jak wypuścić zakładników i odpłynąć w siną dal. W kilka miesięcy później sekretariat stanu w Waszyngtonie musiał potępić czyn kapitana i oficjalnie przeprosić dwór cesarski. Thiệu Trị jakby tylko na to czekał – Lefebvre został natychmiast – wraz z bogatymi upominkami – przekazany na pokład któregoś z francuskich okrętów.
Cesarz zamierzał zawrzeć z Francją jakiś, bliżej jeszcze nie sprecyzowany traktat, ale przeszkodził mu w tym Lefebvre. Dowieziony do Singapuru, zaraz ponownie udał się do Wietnamu, gdzie został, prawie natychmiast, aresztowany, skazany na śmierć, ułaskawiony i deportowany. Nim jednak do tego doszło dowódca floty francuskiej w Azji, admirał Cecille, skierował do Tourane dwa okręty – "Gloire" i "Victorieuse" – domagając się uwolnienia misjonarza i zaprzestania prześladowań duchownych chrześcijańskich.
Nie powiadomieni o tym, że Lefebvre został cztery tygodnie wcześnie zwolniony, dowódcy francuscy nałożyli areszt na kilka dżonek w tourańskim porcie oraz skłonili miejscowych mandarynów by ci wystosowali list do cesarza. Gdy – w osiemnaście dni później – przyszła odpowiedź, Francuzi zażądali, by list dostarczono na pokład jednego z okrętów. Mandaryni odmówili, co stało się bezpośrednią przyczyną starcia.
Kto pierwszy oddał strzał nie zostało nigdy ustalone. Dość, że w ciągu ośmiu minut Francuzi obrócili w gruzy fortyfikacje portowe i zadali śmierć setkom mieszkańców. Dokonawszy tego (nie zastanawiając się nad losem pozostających jeszcze w Wietnamie misjonarzy) podnieśli kotwice i odpłynęli. Nie wiedzieli też, co stało się z przyczyną całej awantury – Lefebvrem − który już zdołał dotrzeć do Singapuru skąd natychmiast wrócił do Wietnamu. Tym razem zresztą na dłużej.
Thiệu Trị w odpowiedzi na ten akt agresji wyjął wszystkich księży katolickich spod prawa i nakazał karać ich śmiercią. W rzeczywistości były to jedynie gesty. Do końca swego panowania nie skazał już żadnego misjonarza na śmierć, a schwytanych zwalniał – jak uprzednio Lefebvre'a – najwyraźniej obawiając się następnej kontrakcji Francuzów. Zrozumiał, że Europejczykom marzą się podboje i potrzebny jest im tylko pretekst. Wietnam musiałby ulec.
Podobnie rzecz miała się z jego następcą. Tự Đức, który wstąpił na tron po śmierci ojca w 1847 roku wierzył, że Wietnam ocalić może przed Europejczykami jedynie trwałość instytucji feudalnych. Dążąc do wyeliminowania za wszelką cenę chrześcijaństwa popadł w otwarty konflikt z Francuzami, którzy właśnie dokonywali ostatnich przymiarek podboju jego kraju. Krótkowzroczność Tự Đứca uczyniła zeń ostatniego władcę niepodległego Wietnamu.
Swój pierwszy edykt antychrześcijański ogłosił w 1848 roku na wieść o obaleniu monarchii Ludwika Filipa, drugi zaś w 1851, kiedy to Ludwik Napoleon, trzy lata wcześniej wybrany prezydentem, dokonał zamachu stanu i ogłosił się cesarzem. Tự Đức uznał francuskie przewroty pałacowe za objaw słabości.
Ogłosił, że wietnamscy katolicy mają być piętnowani na prawym policzku ideogramami tả đạo (左道, „nieprzyjazny”), a ich majątki ulec konfiskacie. Europejscy misjonarze mieli być tępieni bez litości, a miejscowi zabijani. Wyznaczono wysokie nagrody za schwytanie księży. Akcja przyniosła śmierć wielu katolikom (europejskich księży topiono, a wietnamskich ćwiartowano), ale równie wielu uniknęło złego losu przekupując funkcjonariuszy mandaryńskiej administracji.

## Przygotowania do uderzenia
W roku 1851 prześladowania przybrały na sile. W niewielkich odstępach czasu poszli na szafot dwaj misjonarze francuscy, co wywołało wołania o interwencję. Jednym z rzeczników akcji odwetowej był przedstawiciel Francji w Chinach, hrabia de Bourboulon, socjalista i ateista, drugim konsul w Szanghaju Louis Charles de Montigny, człowiek energiczny i fanatycznie religijny. Obaj, zupełnie przeciwni sobie charakterami i poglądami, współpracowali nad wyraz zgodnie nie bez wsparcia rządu Francji.
Ludwik Napoleon, od 1852 roku Napoleon III, cesarz Francuzów, wiele zawdzięczał Kościołowi, a jego małżonka była wierzącą i praktykującą katoliczką. W takiej sytuacji nie mogło być nawet mowy o pominięciu sprawy misjonarzy w Wietnamie. Tym więcej, że z Azji nadeszło memorandum Bourboulona, który sugerował, by – jako rekompensatę za prześladowania misjonarzy – wymóc na Tự Đứcu odstąpienie Tourane. Gdyby nie udało się zyskać cesji terytorialnej drogą pokojową, memorandum zakładało zajęcie wspomnianej miejscowości zbrojnie. Hrabia proponował nawet konkretne posunięcia taktyczne.
Odpowiedź ministerstwa spraw zagranicznych przyszła szybko, parowcem. Bourboulon został poproszony o sprecyzowanie planu militarnego, zaś wykładnia działania MSZ-etu była następująca: zajęcie Tourane dla Francji da nie tylko dogodną bazę handlową i strategiczną na wypadek wojny, ale będzie również zadośćuczynieniem dla Cesarstwa i Jego godności. Jednocześnie generał Roussel de Courcy oświadczył biskupom katolickim w Azji, że Francja będzie chronić misjonarzy.
Na głównego mediatora – a jednocześnie kierownika akcji zbrojnej – wyznaczono Montigny'ego, któremu powierzono jednocześnie sprawy francuskie w Syjamie i Kambodży. Obarczony nadmiarem obowiązków utknął w Bangkoku, a tymczasem do Tourane przybył liniowiec "Catinat". Miejscowi mandaryni odmówili swych podpisów pod listem do Tự Đứca, a zniecierpliwiony dowódca okrętu dał rozkaz otwarcia ognia. Zburzył forty, wysadził desant, zajął cytadelę i czekał na posiłki. Mijały tygodnie. Tymczasem drugi okręt, "Capricieuse", spóźniał się z powodu sztormu. Przybył wreszcie, ale Montigny'ego wciąż nie było. W braku dyrektyw okręty, którym zaczynało już brakować żywności i amunicji, odpłynęły do Makau.
Montigny zjawił się w dwa miesiące później, ale bez okrętów nie miał możności wynegocjowania czegokolwiek. Tymczasem dwóch księży – ojciec Huc, łazarianin, i biskup Pellerin – udało się do Paryża. Jeden z nich powiedział Napoleonowi III, że podbój Wietnamu to najłatwiejsza rzecz na świecie i że Wietnamczycy będą wdzięczni Francuzom jako wyzwolicielom i dobroczyńcom. Drugi wygłaszał płomienne kazania i nawet odebrał papieskie błogosławieństwo dla uczestników wyprawy.
Plan podboju miał również przeciwników. Archiwista w ministerstwie spraw zagranicznych, Pierre Cintrat, cierpliwie przekonywał, że atak na Tourane będzie nieusprawiedliwionym aktem agresji, bowiem Francja nigdy nie wypełniła przyjętych na się zobowiązań traktatu z 1787 roku. Cintrat miał silne poparcie swego przełożonego, ministra hrabiego Walewskiego, lecz cesarz ostatecznie poparł planowane uderzenie.
Dodatkowym bodźcem były alarmujące doniesienia Bourboulona, który słał z Kantonu rozpaczliwe prośby o rozpoczęcie akcji. Zdaniem hrabiego Francja winna była wysłać do Wietnamu potężne siły, które na dodatek wesprze dowodzona przez Hiszpanów armia filipińska, bowiem Hiszpanie pałają żądzą zemsty za śmierć dominikanina, o. Diaza, zamordowanego latem 1857 roku.

## Kampania 1857–1859
Hr. Walewski został odsunięty od sprawy wietnamskiej, a kierownictwo ekspedycji powierzono ministrowi marynarki. W listopadzie 1857 adm. Rigault de Genouilly, dowódca armady francuskiej w Azji, odebrał rozkazy. Miał zająć Tourane i okoliczne ziemie i utrzymać się na opanowanym obszarze tak długo, aż Tự Đức zmięknie i wyrazi zgodę na protektorat francuski, co w rzeczywistości oznaczać miało objęcie kontrolą całego Wietnamu. 
Następnego lata flota, składająca się z czternastu okrętów niosących na pokładach 2500 żołnierzy skierowała się ku Indochinom. Hiszpanie, mimo zapewnień Bourboulona, nie wykazali dobrej woli i zdołali zmobilizować ledwie pięciuset tubylczych żołnierzy, których – na dokładkę – miały przetransportować jednostki floty francuskiej. Rigault de Genouilly zrozumiał, że pakuje się w tarapaty.
Flota dotarła do Tourane 31 sierpnia 1858 roku i bez wysiłku zniosła słabe siły wietnamskie w mieście. Na tym sukcesy się skończyły. Obiecywane przez biskupa Pellerina powstanie miejscowych chrześcijan nie wybuchło, bowiem ci obawiali się represji w przypadku niepowodzenia przedsięwzięcia. Szpiedzy biskupa okazali się podwójnymi agentami na żołdzie mandarynów, przyczółek zaś zwykłą pułapką. Odziani w ciężkie mundury Francuzi słabli w palących promieniach słońca. Wielu zmarło na dyzenterię, szkorbut, cholerę i inne − zupełnie nieznane − choroby tropikalne. Zaskakujący atak na stolicę nie powiódł się, bowiem zabrakło płaskodennych łodzi koniecznych do pokonania płytkiej i mulistej Rzeki Perfumowej. W tej sytuacji Rigault zrezygnował z uderzenia, podobnie jak musiał odstąpić od ataku lądem, do czego zabrakło mu odpowiednich środków transportu, w tym także tubylczych kulisów.
Pozostało trwać na przyczółku, gdzie warunki bytowe, wraz z nadejściem pory deszczowej, znacznie się pogorszyły. Żołnierze umierali jeden po drugim. Niewielkie zadrapania wywoływały nie gojące się infekcje, prowadzące często do amputacji; byle ranka powodowała gangrenę. I kiedy w listopadzie pojawili się wreszcie Wietnamczycy, Francuzi byli zdolni już tylko do odpierania niezbyt groźnych ataków.
Pellegrin i Rigault obarczali się nawzajem winą za niepowodzenia. Admirał zarzucał biskupowi wprowadzenie sztabu floty w błąd, biskup miał za złe odrzucanie własnych planów kampanii. W rezultacie Rigault pozostawił w Tourane niewielki garnizon i odpłynął na południe – do Sajgonu.
Tam nastąpiła powtórka wydarzeń z Tourane. Francuzi zajęli miasto, ale miejscowi katolicy byli zbyt słabi, zaś zwolennicy cesarza nad miarę agresywni i na wszystko zdecydowani. Partyzantka działała sprawnie nie pozwalając admirałowi na zajęcie choćby skrawka terenu, a i w samym mieście nasilały się ataki terrorystyczne. W tej sytuacji Rigault zostawił w Sajgonie niewielki garnizon i odpłynął do Tourane.
Tymczasem sytuacja tourańskiego garnizonu przedstawiała się coraz gorzej. Epidemia cholery i tyfusu spowodowała takie straty, że na każdego poległego w akcji Francuza przypadało dwudziestu zmarłych od zarazy. W lecie 1859 roku Rigault postanowił spróbować układów, ale Tự Đức nie miał ochoty rozmawiać z przeciwnikiem. W tej sytuacji dowódca sił ekspedycyjnych wrócił do Francji. Los garnizonów w Tourane i Sajgonie pozostawił następcom.

## Zdobycie Sajgonu

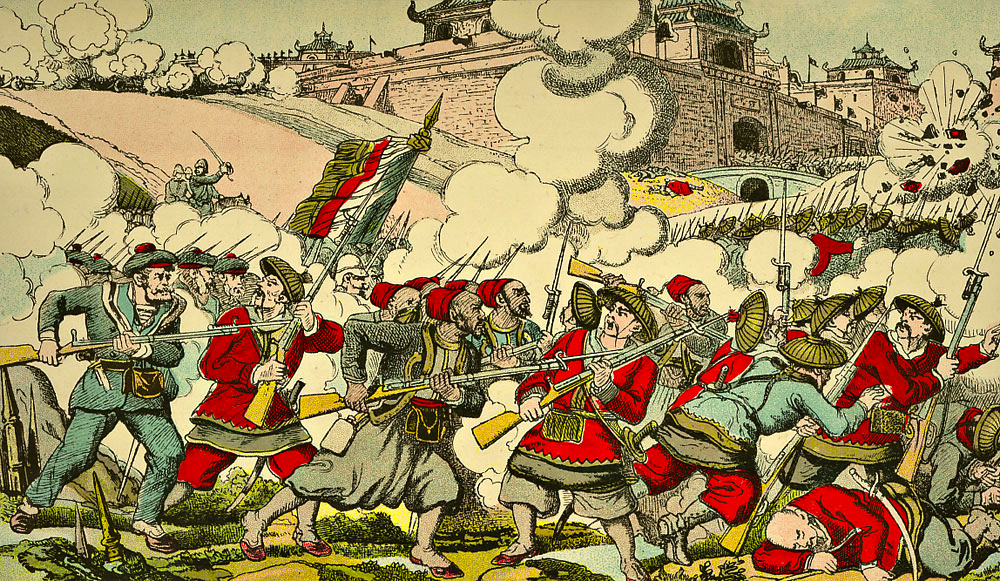
Walki w okolicach Sajgonu

Jesienią 1859 r. sprawa odżyła ponownie, a to za sprawą nowo powołanego ministra marynarki i kolonii, Chasseloup-Laubata. Ten zdołał przekonać Napoleona III, że warto odłożyć na później inne cele, skoncentrować się na Wietnamie i tym samym zdobyć trwały punkt oparcia w Azji. Wkrótce uzupełnione i doposażone siły ekspedycyjne – tym razem pod dowództwem admirała Charnera – ruszyły na Sajgon.
Posuwając się wolno w głąb lądu Charner zdołał wyrąbać sobie drogę do miasta, wejść doń luzując niedobitki garnizonu pozostawionego tam przez Rigaulta i ogłosić Sajgon francuską własnością. Jego następcy wdarli się dalej w głąb delty Mekongu zadając ciężkie straty broniącym dostępu do wnętrza kraju Wietnamczykom. W 1862 r. zdecydowana postawa najeźdźców wydała wreszcie owoce – cesarz Tự Đức musiał zrzec się na rzecz Francji Sajgonu i trzech okolicznych prowincji, potwierdzić przynależność do Francji wyspy Poulo Condore, dać katolikom wolność wyznania, misjonarzom swobodę szerzenia nauki, otworzyć dla europejskiego handlu trzy porty, a także zagwarantować, iż Wietnam nigdy nie sceduje żadnej części swego terytorium innemu mocarstwu europejskiemu.
Tak daleko idące ustępstwa zaskoczyły zarówno Wietnamczyków, jak i Francuzów, ale Tự Đức rzeczywiście nie miał wyjścia. Zajęcie przez Francuzów okolic Sajgonu – ryżowego zagłębia Wietnamu – zagroziło wojskom cesarskim głodem. W dodatku na północy wybuchła kolejna rewolta niezadowolonego chłopstwa, co było dla Tự Đứca ważniejsze niż francuskie poczynania na południu. Ciągłe manifestowanie niechęci do Europejczyków spowodowało, iż obecnie nie było do kogo się zwrócić o pomoc wobec francuskiego zagrożenia. List do Abrahama Lincolna nie doczekał się odpowiedzi bowiem w Stanach trwała właśnie wojna secesyjna.
Tymczasem wytworzyła się sytuacja, w której Francuzi zwalczali rebeliantów na południu, Tự Đức na północy, misjonarze wspierali przeciwników cesarza, zaś cesarz przeciwników Francji. Jednakże – jakkolwiek misjonarze działali na korzyść Francji, ta ostatnia nie chciała wspierać rebeliantów na północy, co później ułatwiło wyparcie się wszelkiego związku z misjonarzami. 
Tymczasem Napoleon III zaczął obawiać się, że konflikt wietnamski może na długie lata zaangażować Francję w Azji, podczas gdy – w jego opinii – ważniejszą sprawą było obsadzenie austriackiego księcia Maksymiliana na tronie Meksyku. Z tego też powodu jął nie tylko obcinać budżet wietnamskiego przedsięwzięcia, ale nawet przychylił się do życzeń dworu w Huế pragnącego ograniczyć wpływy francuskie lub – o ile by się udało – odebrać wszystkie stracone prowincje.
Dla osiągnięcia celu Tự Đức zaproponował Francji układ: zwrot ziem w okolicach Sajgonu w zamian za protektorat nad wszystkimi sześcioma prowincjami Kochinchiny (jak już wówczas południe Wietnamu nazywano). Wysłany do Paryża mandaryn zaoferował Napoleonowi III pełną kontrolę nad Sajgonem, możliwość nieograniczonej ekspansji handlowej na całym obszarze Wietnamu i roczny trybut wasalny. Władca Francji zgodził się – widząc w zamianie mniej kosztowną drogę podboju – ale sprzeciwiła się Marynarka Wojenna. Protest ze strony floty był tak ostry, że Napoleon wolał wycofać się z niewczesnych planów porozumienia. Siły zbrojne w Kochinchinie otrzymały wolną rękę.
Dowódcy francuscy w Azji południowo-wschodniej jęli odtąd stosować politykę faktów dokonanych. Admirał Benoit de La Grandiere, jeden z pierwszych gubernatorów Kochinchiny, potrafił stosować zasadę fait accompli w 1863 r. oznajmił, że Wietnam nielegalnie utrzymuje kontrolę nad sąsiednią Kambodżą, co dało pretekst do rozciągnięcia kontroli francuskiej również nad tym krajem. Gdy król kambodżański próbował zbiec do Syjamu, Grandiere uznał natychmiast ów fakt za podstawę do objęcia ziem Khmerów protektoratem. W 1867 r. zajął zbrojnie trzy dalsze powiaty zachodniego Wietnamu. Wicekról – ten sam mandaryn, który posłował do Paryża – popełnił samobójstwo, zaś Tự Đức mógł jedynie uznać swe niepowodzenia za wyroki niebios.

## Wydarzenia po roku 1870

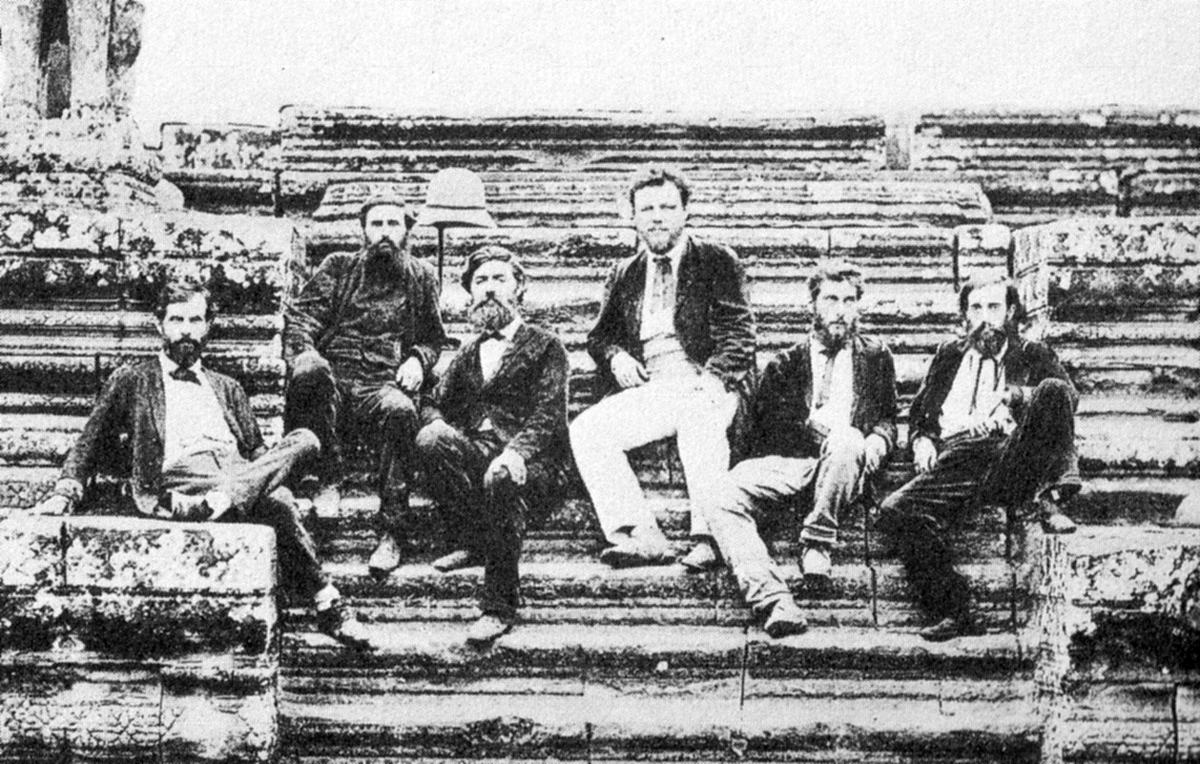
Wyprawa por. Garniera w Angkor Vat

Po upadku Napoleona III w 1870 roku Francuzi w Azji poczęli spoglądać na pozostałe części Półwyspu Indochińskiego. Rzecznicy uderzenia na północny zachód zdobyli informację, według której Mekong łączyć miał Półwysep z niebotycznie bogatą prowincją Junnan w Chinach. Należało więc spenetrować wielką rzekę i zacząć sprowadzać towary chińskie. Ekspedycja porucznika Garniera wyruszyła z Sajgonu wiosną 1866 roku. Po dwóch latach wędrówki po Mekongu i Jangcy Francuzi wrócili – przez Szanghaj – do Wietnamu. W 1873 roku Garnier opublikował drobiazgowo opracowany raport, Voyage d'Exploration, z którego wynikało, iż Mekongu – jako rzeki w górnym biegu nieżeglownej – nie da się wykorzystać, połączenie z Junnanem zapewnia natomiast Rzeka Czerwona (chiń. Yuan Jiang, wiet. Hồng Hà), wypływająca z gór środkowego Junnanu i wpadająca do morza w Zatoce Tonkińskiej. W ujściu jej leży portowe miasto Hajfong.
Raport Garniera zainteresował w sposób szczególny Jeana Dupuisa, handlarza bronią przemycającego karabiny i amunicję do Chin, dla wojowniczych watażków z Junnanu. Mając trudności transportowe, poszukiwał od dawna drogi łatwiejszej niż ta przez góry i dżungle pogranicza. Teraz otwierały się przed nim nowe możliwości. Próbny spław w dół Rzeki Czerwonej potwierdził dane raportu, a Dupuis uzyskał aprobatę gubernatora Kochinchiny, adm. Dupre, który nawet gwarantował jego pożyczkę w banku brytyjskim w Sajgonie.
Rząd w Paryżu był ostrożny. Nie licząc okupowanej Kochinchiny Wietnam był nadal niepodległym państwem i akcję Dupuisa musiano uznać za nielegalną. W tej sytuacji admirał ograniczył się jedynie do podciągnięcia floty w pobliże Hajfongu dla dania poparcia wracającemu z Chin przemytnikowi. Dupuis przywiózł spory ładunek miedzi i cyny. Gdy jednak chciał wyczyn powtórzyć, przewożąc z kolei transport soli, zastał port w Hajfongu zablokowany. Bardzo silny kartel solny postanowił nie dopuścić do złamania barier celnych. Dupuis cofnął się w górę rzeki, zajął zbrojnie część Hanoi, wywiesił la tricolore, i wezwał Sajgon na pomoc. Admirał poparł go w całej pełni i zapewnił Paryż o powodzeniu akcji. Na ostrzeżenia, że w awanturę mogą wmieszać się Chińczycy, nawet nie zareagował.
Teraz pojawił się w Hanoi Garnier. Ogłosił Rzekę Czerwoną drogą otwartą dla wolnego handlu i obniżył stawki celne. Na protest mandarynów odpowiedział zajęciem cytadeli. Jego siły w ciągu miesiąca podbiły obszary pomiędzy Hanoi a morzem wraz z miastami Hajfong i Nam Định. 21 grudnia 1873 roku Garnier zginął w walce ze wspomagającymi Wietnamczyków chińskimi maruderami. Jego następcom udało się wymóc na Tự Đứcu kolejne ustępstwa, ale za cenę wycofania się z Tonkinu. Sprawa podległości Wietnamu znów została na parę lat odłożona, a tymczasem Tự Đức rozprawił się z katolikami. Ich wioski obrócono w perzynę, a tysiące poszły pod nóż. Co więcej, związał się ponownie z Chinami płacąc ceremonialny haracz i zapraszając wojska Państwa Środka dla zaprowadzenia porządku.
Tymczasem we Francji rodził się imperializm. Jego rzecznikami stali się Georges Clemenceau oraz Jules Ferry, premier Republiki, zwolennik wychowania w duchu świeckim, nacjonalista i rzecznik podbojów. Ideą ich obu była okresowa rezygnacja z Alzacji i Lotaryngii, przepadłych w 1870 r., w zamian za zdobycze w Afryce, Ameryce i Azji. To właśnie Ferry stał się autorem doktryny zakładającej, że polityka kolonialna jest dzieckiem polityki gospodarczej.

## Wprowadzenie protektoratu

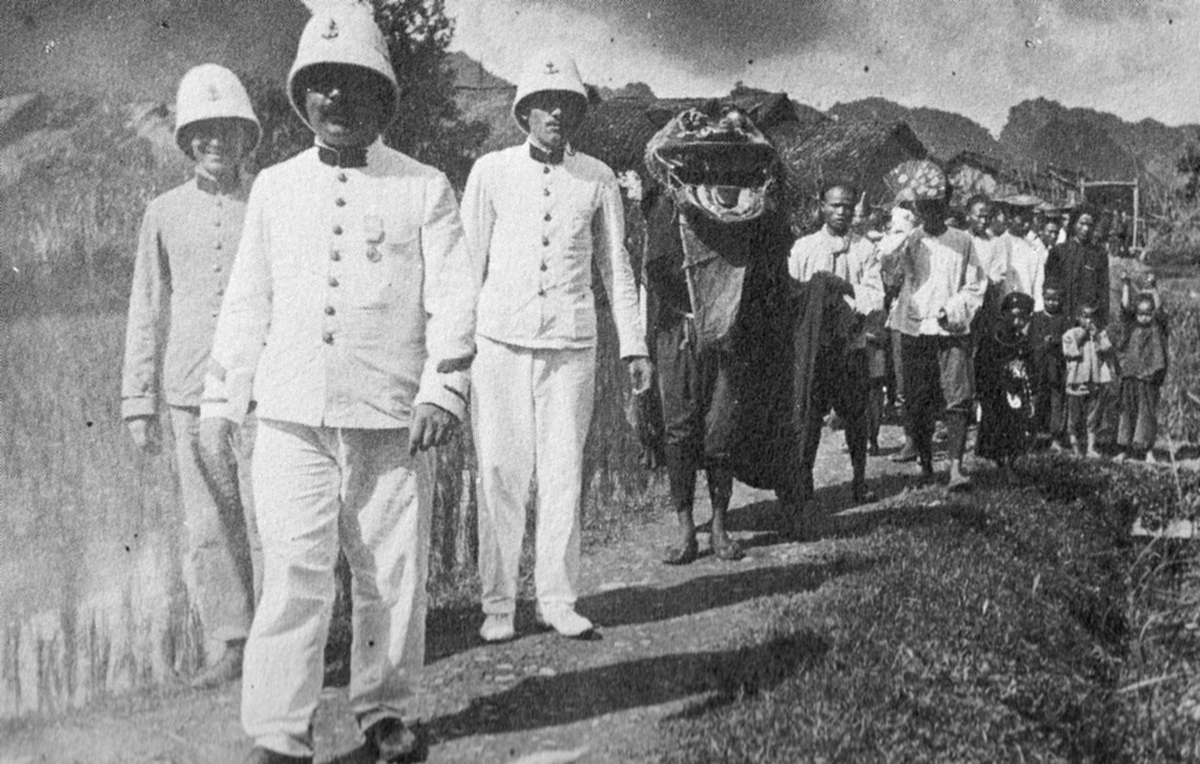
Francuzi w Wietnamie pod koniec XIX w.

Władza admirałów w Sajgonie dobiegła kresu w roku 1879, kiedy to mianowano pierwszego cywilnego gubernatora, Le Myre de Vilers'a. Ten okazał się jeszcze bardziej agresywnym kolonizatorem, dążącym zdecydowanie do zajęcia Tonkinu. Zwykł był mawiać, że przyszedł czas zerwania dojrzałego owocu. Pretekst do interwencji znalazł się sam: piraci i chińscy maruderzy spod znaku Czarnej Bandery utrudniali handel wzdłuż Rzeki Czerwonej, w związku z czym Paryż wezwał de Vilers'a do "obrony niezależności" Wietnamu.
Niewielkie siły francuskie wylądowały w Tonkinie, szybko odebrały obszar pomiędzy Hanoi a morzem, a w maju 1883 parlament francuski przyznał kwotę 5 mln franków na utworzenie w Wietnamie protektoratu. Dwa miesiące później zmarł Tự Đức. Po 35 latach panowania nie zostawił męskiego potomka, co stało się okazją do walki o tron. W ciągu roku rywalizujący ze sobą mandaryni pozbyli się trzech książąt-pretendentów, a w sierpniu u ujścia Rzeki Perfumowej, bardzo blisko Huế, zakotwiczyła flota francuska. Grożąc otwarciem ognia wymogła na dworze cesarskim przyjęcie warunków kapitulacji. Cały Wietnam stawał się odtąd „protektoratem”. Francja miała prawo rozmieszczać swe garnizony i wyznaczać urzędników wszystkich szczebli do cesarza włącznie. Gubernatorzy mogli ustalać przepisy i akty handlowe, pobierać podatki, prowadzić politykę zagraniczną. Nawet nazwa Wietnam zniknęła z oficjalnych dokumentów. Kraj został administracyjnie podzielony na Kochinchinę, Annam i Tonkin, ludność zaś zaczęto nazywać Annamitami.
Krucjata francuska zakończyła się w 1885 roku atakiem na pałac cesarski w Huế, kiedy to zrabowano złota i kosztowności na łączną sumę 24 milionów franków. Ostatni następca tronu zbiegł do Laosu, a w 1887 roku Francja proklamowała utworzenie tzw. Unii Indochińskiej, w skład której weszły Tonkin, Annam, Kochinchina i Kambodża, a w sześć lat później Laos. Wtedy to wymyślono termin pacyfikacja.
Francuskie panowanie w dzisiejszym Wietnamie trwało nieprzerwanie do roku 1940. W okresie tym dało się zaobserwować nasilenie ruchów narodowo-wyzwoleńczych przy jednoczesnej emancypacji narodu.